# شدا الأعلى
جبل شدا الأعلى جبل صخري مرتفع، يُعدّ أعلى جبل في سهل تهامة، يقع تقريبًا بين مدينتي قلوة والمخواة جنوب غربي المملكة العربية السعودية. ويقدر ارتفاع قمة الجبل عن مستوى سطح البحر 2200 متر. تغلب على تضاريس الجبل الصخور الملساء، مما يعطي الجبل لونًا أزرق باهت. يوجد بالجبل مبنى للإمارة ومدرسة ومركز صحي، ويتوفر التيار الكهربائي أيضًا. كما تصل إلى الجبل طريق معبدة جيدة إلى حدٍ ما، تتفرع من طريق المخواة - قلوة. في 2001م انضم شدا الأعلى إلى قائمة المحميات الطبيعية في المملكة لكونه مسكنا لعدد من الكائنات الحية النادرة والطيور المهاجرة.

## النمر العربي
يعتقد بوجود النمر العربي المهدد بالانقراض في أحراش الجبل، ولذلك يعد الجبل واحد من المحميات الطبيعية التابعة الهيئة السعودية للحياة الفطرية.

## حدود الجبل

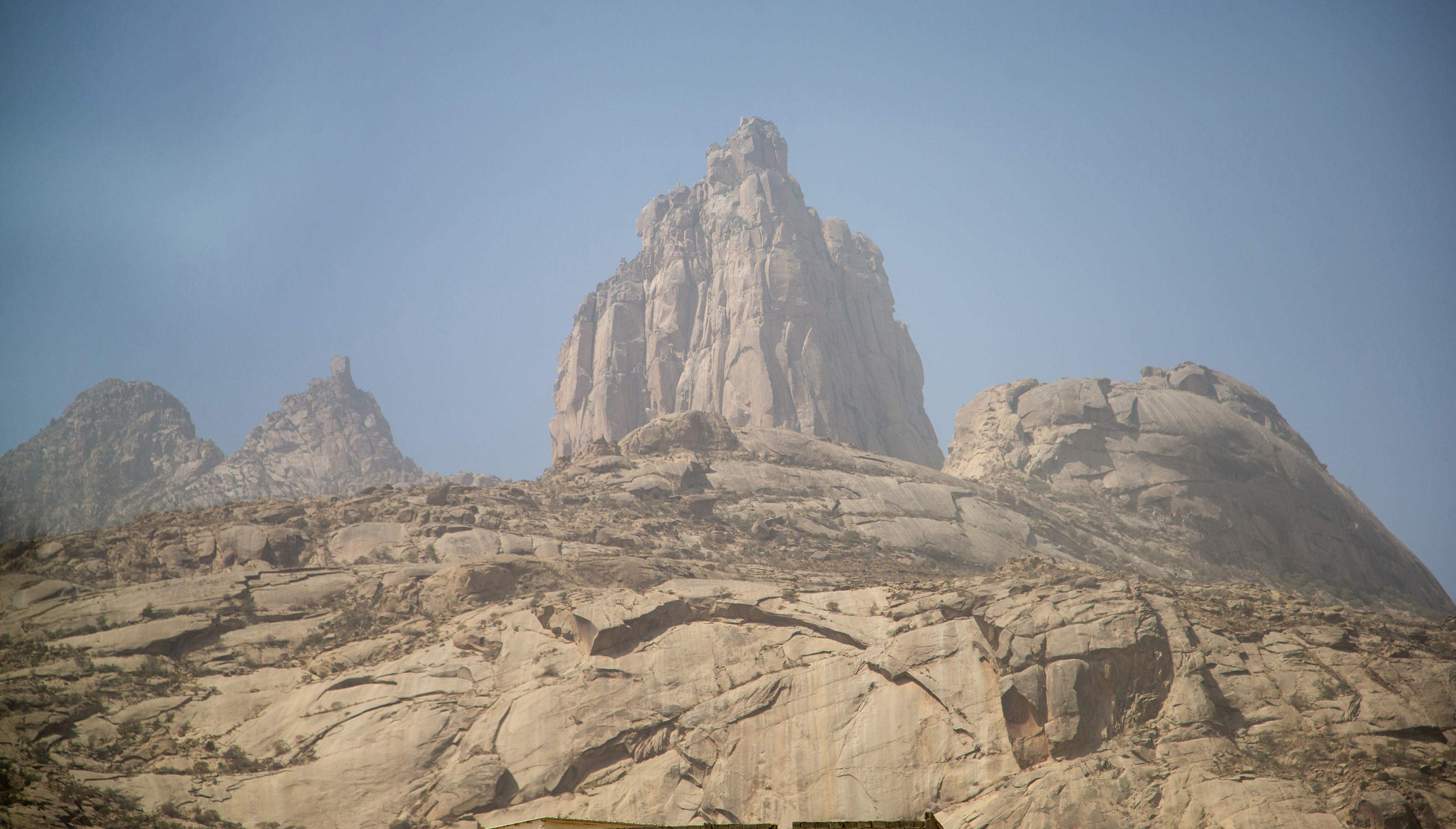
جبل شدا الأعلى

جبل شدا الأعلى هو امتداد لجبال السروات إلى الغرب موازياً لها تقريباً، وقد تكوّن نتيجة لحركة الرفع للدرع العربي قبل ملايين السنين، وكوّن منطقة انتقالية بين رف البحر الأحمر ومرتفعات السروات. ويرتفع الجبل عن سطح البحر بحوالي 2200 مترا. وتتكون المرتفعات من
صخور بازلتية تنحدر منها أودية. يطل الجبل على مدينة المخواة شرقًا وعلى مدينة قلوة في جهة الشمال الغربي، وعلى وادي نيرا ناحية الغرب والجنوب الغربي، وعلى جبل شدا الأسفل في جهة الجنوب الغربي.

## الثروة الطبيعية
يشتهر الجبل بزراعة أشجار البن، ويزرع كذلك الموز والليمون، والخوخ و الرمان وغيرها من الفواكه كما ينمو التين الشوكي طبيعيًا.كما يوجد بالجبل العديد من الآبار.

## المناخ
تتميز أجواء القرى فيه بالبرودة شتاءً والاعتدال صيفًا، وكثيرًا ما يغطيه السحاب.

## الصور

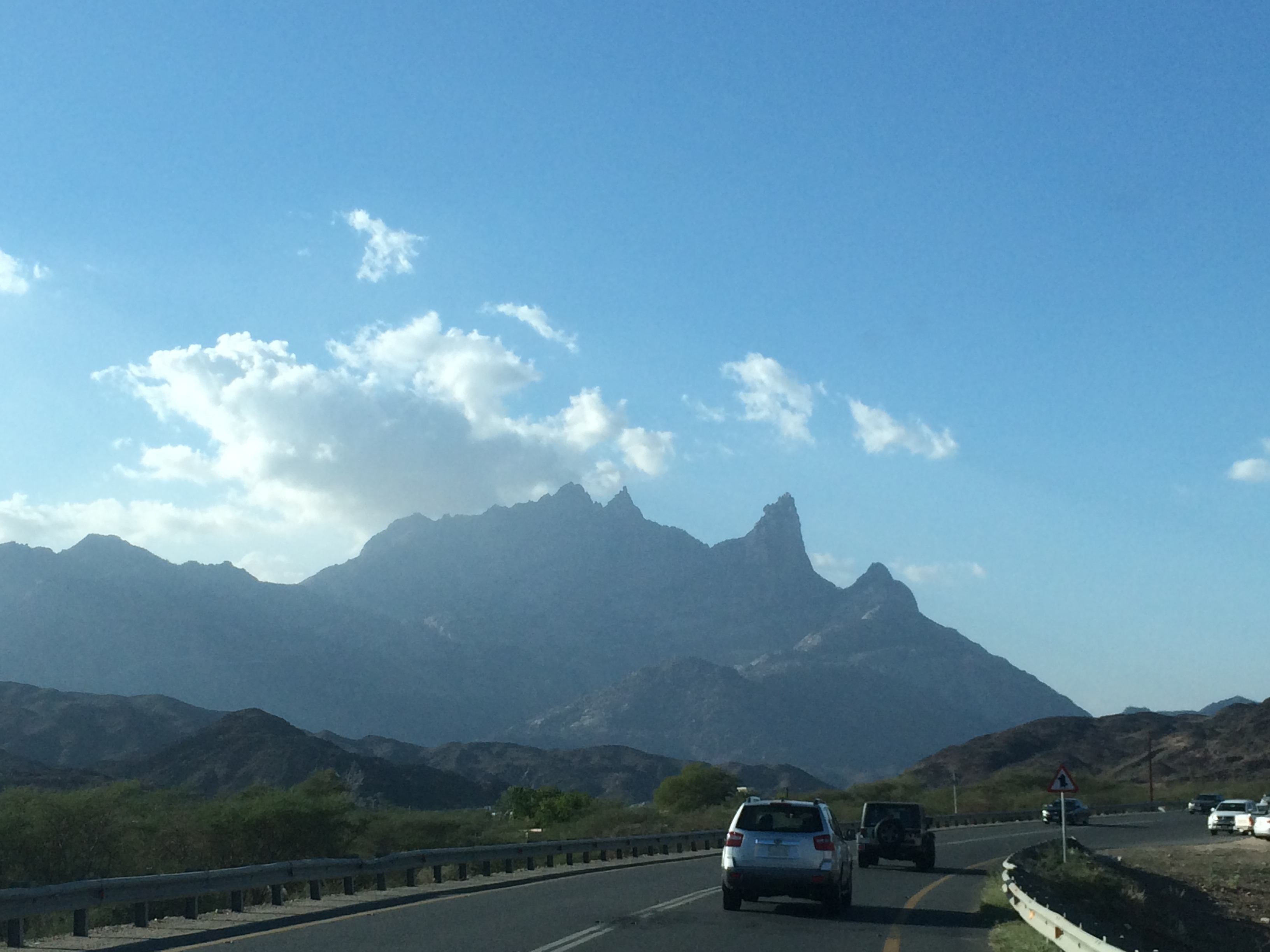
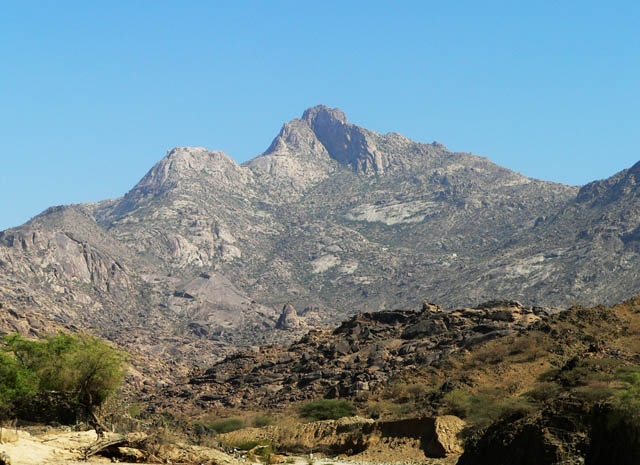
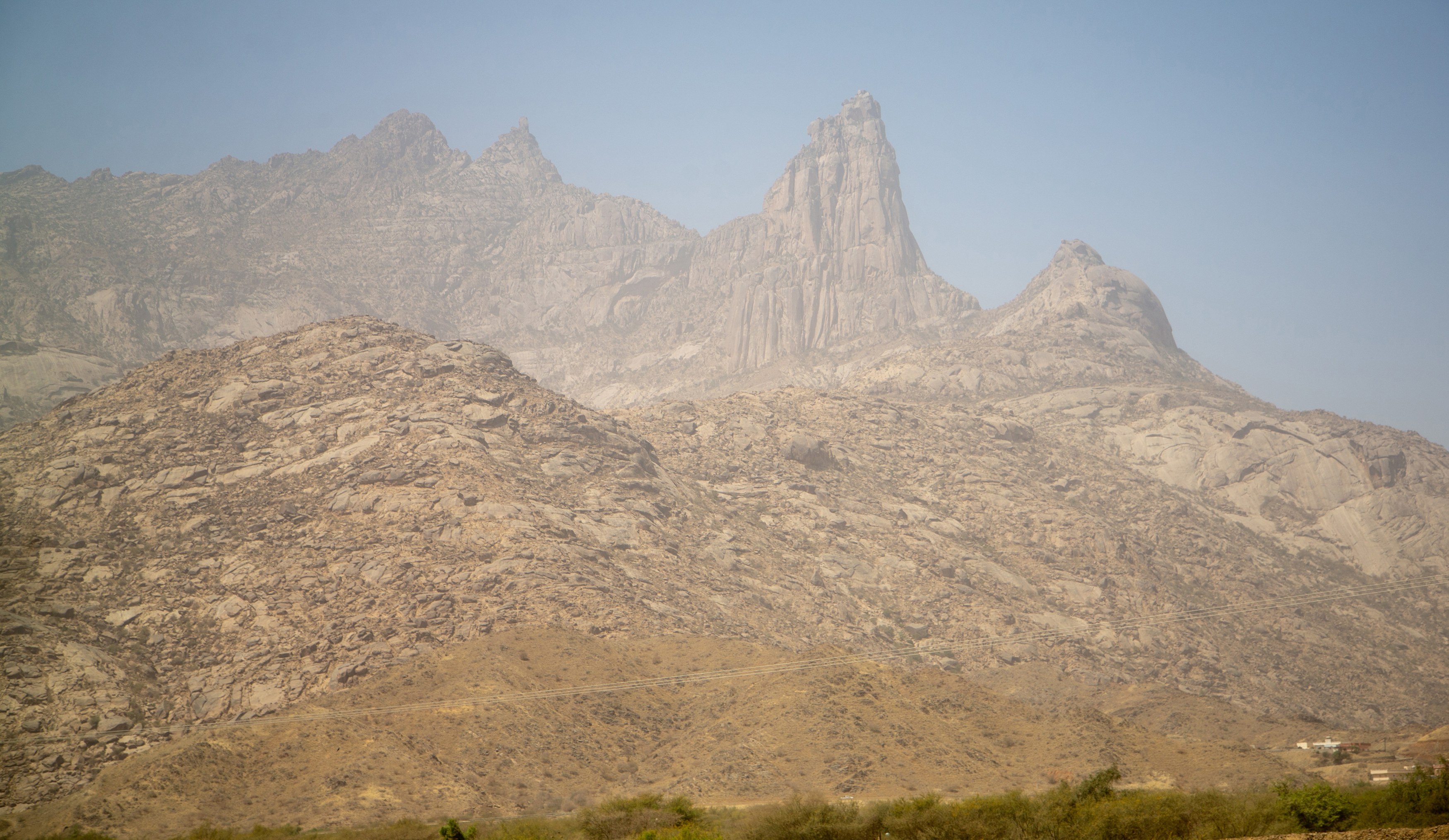